# 凌時差音樂
凌時差音樂製作有限公司（英語：Eternal Music Production Co., Ltd.）由臺灣經紀人葛福鴻和歌手蔡依林於2009年共同成立，業務涵蓋蔡依林的藝人經紀、音樂製作和版權管理、演唱會主辦及相關版權事務，以及國際歌友會會員招募等。

## 音樂作品

### 專輯
- （2014）[4]
- 《世界巡迴演唱會》（2018）[5]
- 《Ugly Beauty》（2018）[6]
- 《狼殿下 影視原聲帶》（2020）[7]

### 單曲
- 〈萬花瞳〉（2014）[8]
- 〈第三人稱〉（2014）[9]
- 〈I Wanna Know〉（2016）[10]
- 〈Play我呸（Alesso Remix 版）〉（2016）[11]
- 〈戀我癖〉（2016）[12]
- 〈讓愛傳出去〉（2017）[13]
- 〈We Are One〉（2017）[14]
- 〈幸福路上〉（2017）[15]
- 〈什麼什麼〉（2017）[16]
- 〈我對我〉（2018）[17]
- 〈怪美的〉（2018）[18]
- 〈親愛的對象〉（2022）[19]
- 〈Someday, Somewhere〉（2023）[20]
- 〈Oh La La La〉（2023）[21]
- 〈Pleasure〉（2025）[22]

## 演唱會
- 世界巡迴演唱會 （2015—2016）[23]
- Ugly Beauty世界巡迴演唱會（2019—2023）[24]

## 外部連結
- 蔡依林工作室的新浪微博